# Aphanotrigonum kabuli
Aphanotrigonum kabuli är en tvåvingeart som beskrevs av Dely-draskovits 1981. Aphanotrigonum kabuli ingår i släktet Aphanotrigonum och familjen fritflugor.
Artens utbredningsområde är Afghanistan. Inga underarter finns listade i Catalogue of Life.